# Amours et Jalousies
Pour plus de détails, voir Fiche technique et Distribution.
Amours et Jalousies ou Romance sur le lac au Québec (A Month by the Lake) est un film américano-britannique réalisé par John Irvin, sorti en 1995.

## Fiche technique
- Titre français : Amours et Jalousies
- Titre québécois : Romance sur le lac
- Titre original : A Month by the Lake
- Réalisation : John Irvin
- Scénario : H.E. Bates et Trevor Bentham
- Production : Robert Fox, Donna Gigliotti, Bob Weinstein et Harvey Weinstein
- Musique : Nicola Piovani
- Photographie : Pasqualino De Santis
- Montage : Peter Tanner
- Pays d'origine :  Royaume-Uni /  États-Unis
- Format : Couleurs - 1,66:1 - Dolby
- Genre : Comédie dramatique
- Durée : 92 minutes
- Date de sortie : 1995

## Distribution
- Vanessa Redgrave (VQ : Élizabeth Chouvalidzé) : Miss Bentley
- Edward Fox (VF : Michel Paulin ; VQ : Hubert Fielden) : Major Wilshaw
- Uma Thurman (VF : Juliette Degenne ; VQ : Geneviève De Rocray) : Miss Beaumont
- Alida Valli : Signora Fascioli
- Carlo Cartier (VQ : Luis de Cespedes) : Mr. Bonizzoni
- Alessandro Gassman (VQ : Pierre Auger) : Vittorio Balsari
- Paolo Lombardi : Enrico
- Natalia Bizzi (VQ : Hélène Lasnier) : Signora Bonizzoni